# Rama (Fluss)
Die Rama ist ein Fluss in Bosnien und Herzegowina. Sie fließt durch die nördliche Herzegowina und mündet in die Neretva.

## Lauf

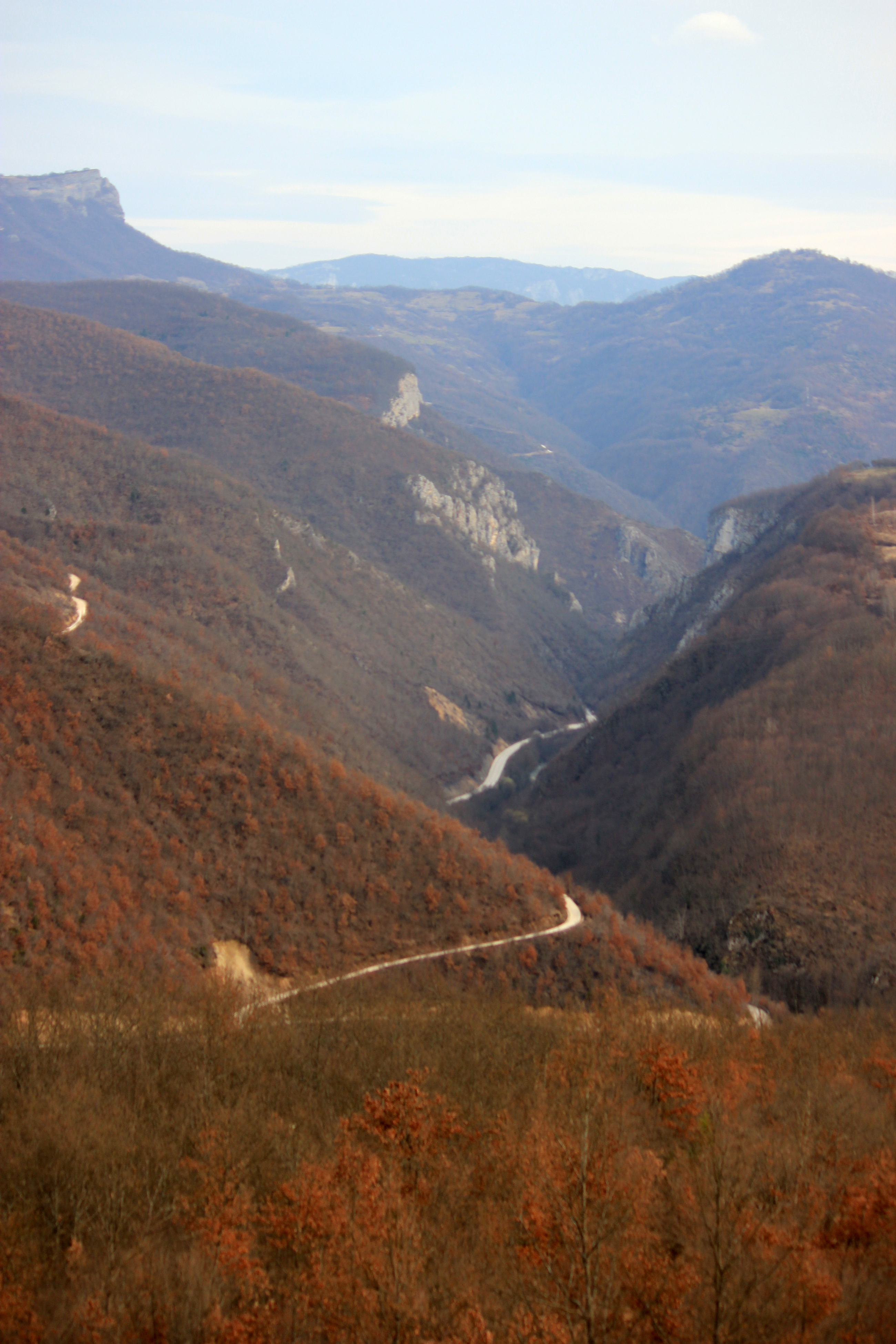
Tal der Rama unterhalb von Prozor

Die Rama entspringt aus den Karstquellen Buk und Krupić nahe dem Ort Varvara, die sich heute im Normalfall unter der Wasseroberfläche des 1968 geschaffenen Stausees Ramsko jezero westlich von Prozor in der Gemeinde Prozor-Rama (Kanton Herzegowina-Neretva) befinden, so dass der eigentliche Flusslauf der Rama erst unterhalb des Staudamms beginnt. Dem See fließen weitere Bäche aus den Gebirgen Vran und Zahum zu.
Unterhalb des auf 595 Metern gelegenen Ramsko jezero fließt die Rama zunächst wenige Kilometer durch ein enges Tal in östliche Richtung, bevor sie sich nach Südosten wendet. Ab hier führt die Straße zwischen Prozor und Jablanica durch die Rama-Schlucht. Beim Ort Gračac mündet die Rama in den Jablaničko jezero, der den letzten Abschnitt der ursprünglichen Schlucht überflutet. Ursprünglich befand sich die Flussmündung in die Neretva einige Kilometer südöstlich beim Dorf Ustirama („Mündung der Rama“), welches jedoch im Zuge der Aufstauung des Jablaničko jezero umgesiedelt wurde. Die ehemalige Mündungsstelle liegt unweit des Staudamms Jablanica und ist heute nur noch bei extremem Niedrigwasser sichtbar.
Die Länge des ursprünglichen Flusslaufs betrug 34 Kilometer, davon sind seit der Aufstauung der beiden genannten Stauseen noch neun Kilometer erhalten.
Die einzigen nennenswerten Orte direkt am Flusslauf sind die Dörfer Gračanica und Gračac, welche zur Gemeinde Prozor-Rama zählen.